# James Ivory (matematik)
James Ivory, škotski matematik, * 17. februar 1756, Dundee, † 21. september 1842.